# Erythrina tuxtlana
Erythrina tuxtlana är en ärtväxtart som beskrevs av Krukoff och Rupert Charles Barneby. Erythrina tuxtlana ingår i släktet Erythrina och familjen ärtväxter. Inga underarter finns listade i Catalogue of Life.